# Wsad

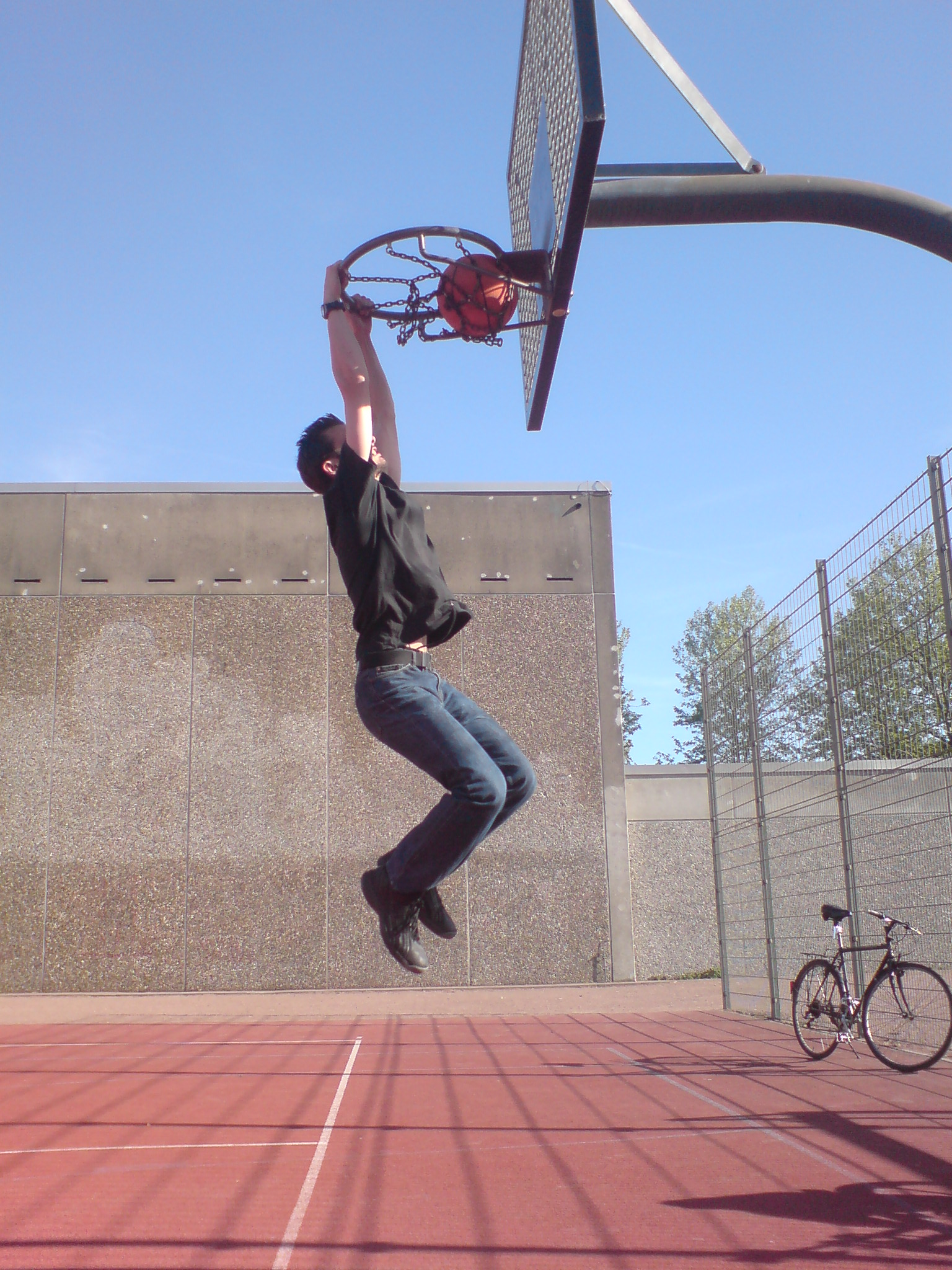
Wsad

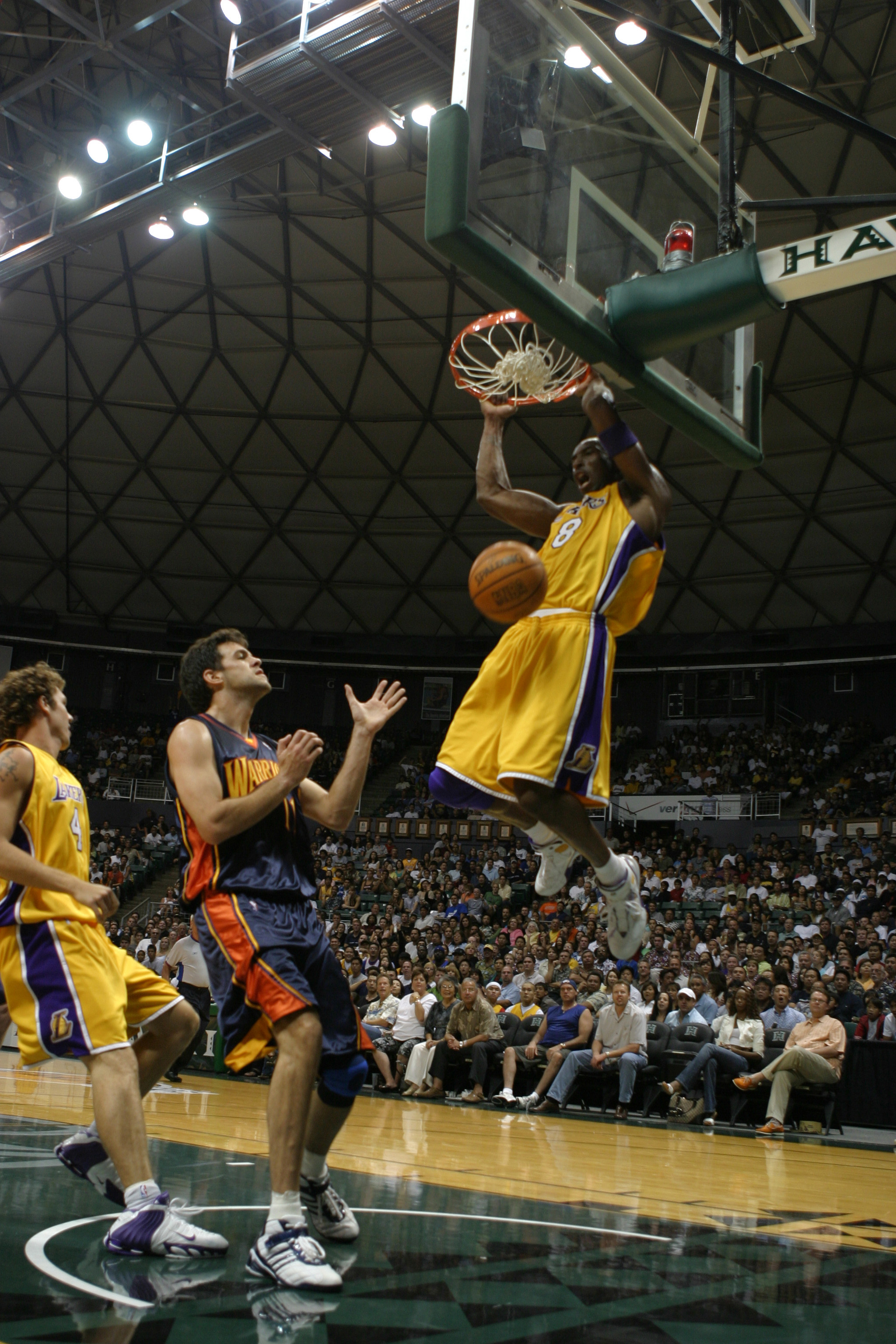
Kobe Bryant wykonuje wsad

Wsad w zwolnionym tempie

Wsad (ang. slam dunk) – zagranie w koszykówce polegające na specyficznym umieszczeniu przez zawodnika piłki w koszu (obręczy): zawodnik trzymając piłkę w ręce lub obu rękach nie wykonuje rzutu, ale wkłada ją do kosza; często potem łapiąc czy uwieszając się obręczy.

## Historia
Pierwszy wsad z wcześniejszym przełożeniem piłki pomiędzy nogami w historii NBA Slam Dunk Contest wykonał Orlando Woolridge w 1984, będący wówczas w Chicago Bulls. Najbardziej rozpoznawalny wsad z wybiciem się z linii rzutów wolnych wykonał Julius Erving w 1984. Był pierwszym zawodnikiem, któremu udało się tego dokonać. Erving wcześniej wykonywał ten wsad na podobnych konkursach w lidze ABA. Kilka lat później to samo wykonał Michael Jordan. W 2006 roku Taurian Fontenette, znany bardziej jako Air up There, wykonał pierwszy wsad po obrocie o 720 stopni.

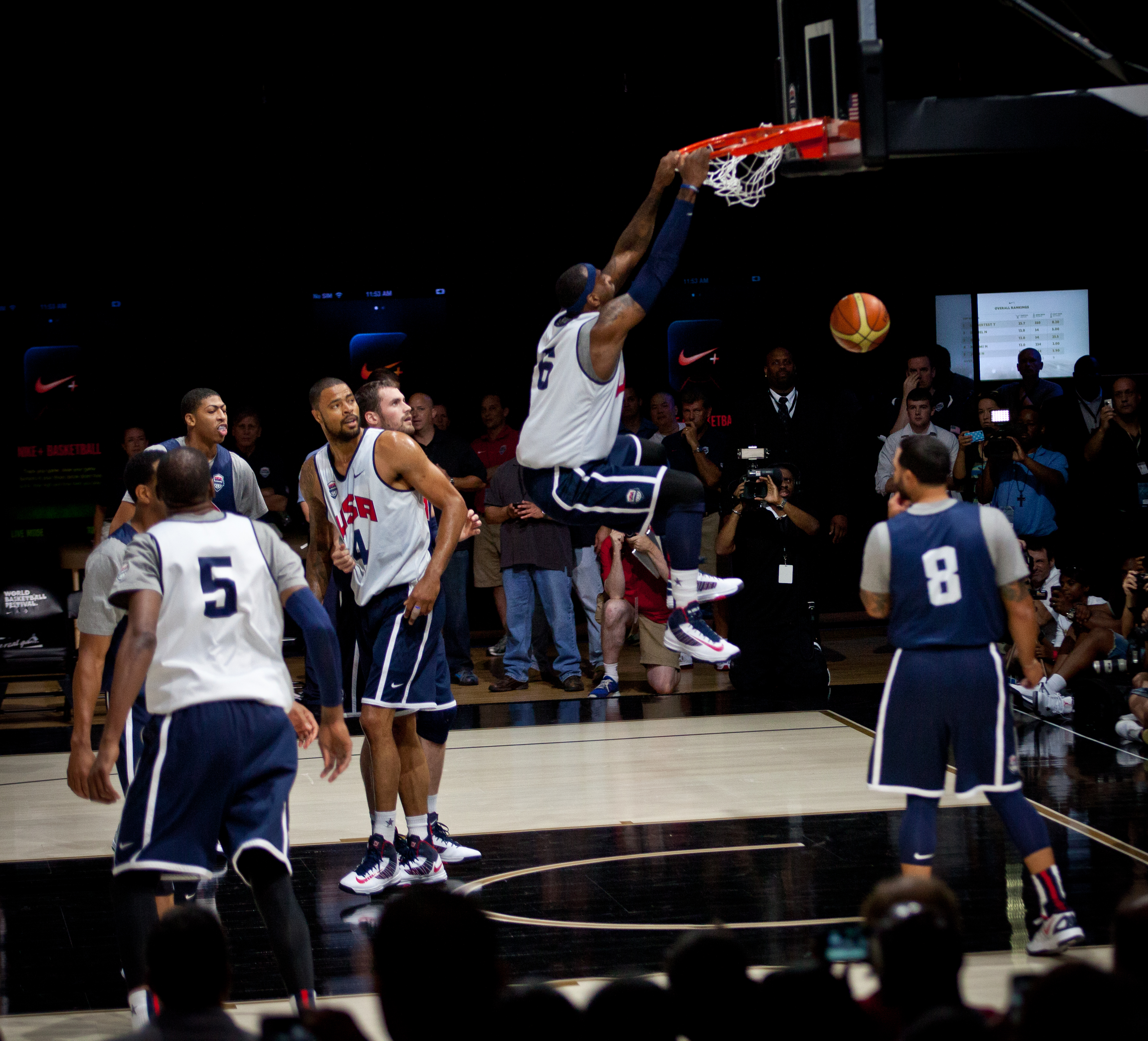
LeBron James 2012.

## Niektóre wsady
- between the legs – przełożenie piłki pomiędzy nogami przed dokonaniem wsadu
- reverse – wsad, gdy wykonujący znajduje się plecami do kosza (często łączony z innymi)
- windmill (korba, młynek) – zawodnik wykonuje obrót ramieniem, trzymając piłkę w dowolny sposób; w wersji double windmill (podwójny młynek) zawodnik wykonuje nie jeden, lecz dwa obroty
- pump (pompka) – wsad wykonywany oburącz, piłka ściągnięta jak najniżej, do okolic brzucha, potem następuje szybkie wypchnięcie i wsad
- cartwheel – przypomina ruch płatów młyna; oburęczny wsad z dużego zamachu (wyprostowane łokcie)
- tomahawk – zawodnik po odbiciu ramię z piłką wyciąga daleko za głowę, po czym z wielką siłą wkłada piłkę do kosza; wykonywany jedną ręką lub oburącz
- free throw line dunk – wyskakując do wsadu, zawodnik odbija się z linii rzutów wolnych i wykonuje lot w kierunku kosza, zakończony wsadem jedną ręką
- double clutch – wsad, podczas którego piłka najpierw jest na wyciągniętej dłoni/dłoniach, później zawodnik przysuwa ją do siebie, by ponownie odciągnąć i wsadzić
- rock the baby – podczas tego wsadu zawodnik wykonuje specyficzny ruch ręką: blokuje piłkę w nadgarstku i, przesuwając ramię po łuku, wsadza piłkę do kosza (co przypomina kołysanie dziecka)
- off the backboard – wsad po złapaniu w powietrzu piłki odbitej uprzednio od tablicy
- blind dunk – wsad wykonany z zasłoniętymi bądź zamkniętymi oczami
- kiss the rim – zawodnik wybija się wysoko z dwóch nóg, przechylając się mocno w kierunku kosza, robi nieznacznego dwuręcznego windmilla, w tym samym momencie wyrzucając nogi jak najwyżej w powietrze (wygląda to, jakby się wyciągał, aby dosięgnąć twarzą obręczy, „pocałować” ją i stąd nazwa)
- 360, 540 ew. 720 – wsad po obrocie w powietrzu o 360, 540 (lub 720) stopni